# Anđeliko Alačević
Anđeliko Alačević (u tal. izvorim: Angelico Alacevich), (Split, 7. ožujka 1877. — Milano, 26. lipnja 1954.), hrvatski sudac i publicist, pristaša talijanskog iredentizma i fašizma

## Životopis
Rodio se je u Splitu 1877. godine. Sin je Josipa (1826. – 1904.) i Marije, rođ. Vrdoljak. U Zadru je završio klasičnu gimnaziju 1899, a ispit zrelosti položio 1901. Prema vlastitim riječima, aktivno je sudjelovao u iredentističkom i nacionalističkom pokretu u Dalmaciji, iako je ranije bio na strani Austrije, što potvrđuje i nekrolog, zapravo panegirik, koji je napisao austrijskom generalu G. Gruhlu (Smotra dalmatinska, 1903). Poslije pada Austro-Ugarske, osnovao je s istomišljenicima u Šibeniku Fascio Nazionale. Poslije je radio u puljskom muzeju, a zatim službovao u Trstu. Od 1930. živio je u Milanu, gdje je obnašao trgovačke i političke dužnosti. Njegovi su se sinovi, Giuseppe, Diego i Flavia, također isticali u talijanskomu fašističkom pokretu. 1920. je godine popisao arheološke i povijesne spomenike na šibenskom području. Proučavao je, iako nesustavno i bez dovoljno kritičnosti, dalmatinsku, posebice šibensku, kulturnu i političku prošlost i rezultate objavljivao u raznim listovima i časopisima (L’Azione, 1922, 1, 7; La rivista dalmatica, 1923./1924., 1; Il Dalmatino, 1924., 1935., 1936., 1937.; Corriere istriano, 1933.). Iz tog područja objavio je dvadesetak posebnih edicija od kojih je važnija Pagine della storia de Sebenico, pisana bez kritičkog aparata i s iredentističkog stajališta. Bavio se i poviješću tiskarstva u Dalmaciji te je objavio u časopisu Il Dalmatino priloge: Stamperie e giornali di Zara nel secolo passato (1935.) i La Tipografia Artale (1940.). Umro je u Milanu 1954. godine.

## Djela
- Pagine della storia di Sebenico, Šibenik, 1920.[1]
- Il forte di San Nicolò presso Sebenico, Šibenik. 1921.[1]
- L’assedio di Sebenico dell’anno 1647., Šibenik, 1921.[1]
- Il Perasto la fedelissima gonfaloniera, Zadar, 1935.[1]
- La colonna Marciana di Sebenico, Zadar, 1936.[1]
- Manifestazioni patriottiche della famiglia Alacevich, Zadar, 1937.[1]